# Louisa Siefert
Louisa Siefert, cuyo nombre completo era Emilie-Georgette-Louisa Siefert (Lyon, 1845-Pau, octubre de 1877), fue una poetisa francesa.

## Biografía
Hija de Henry Siefert, vicecónsul en Portugal, y Adele-Adrienne Belz, nació y creció en Lyon. Su primer libro de poemas, Rayons perdus, fue publicado en diciembre de 1868; la primera edición se agotó con rapidez, por lo que en abril de 1869 se lanzaron dos más. Mantenía también una columna literaria en el Journal de Lyon.
Se casó en 1876 con Jocelyn Pene. Siefert estuvo aquejada de migrañas y artritis y falleció de tuberculosis a la edad de 32 años.
Su obra se incluyó en el segundo volumen de Le Parnasse contemporain. Además, Rimbaud calificó favorablemente su trabajo. En Un poète oublié, Lucien Scheler describió su vida como «una vida iluminada por la belleza del verbo».